# 高橋花林と大和田仁美のとりあえずノリでやっていこう!
『高橋花林と大和田仁美のとりあえずノリでやっていこう!』（たかはしかりんとおおわだひとみのとりあえずノリでやっていこう!）は、2013年10月12日から2014年6月28日まで超!A&G+で配信されていたインターネットラジオ動画番組。

## 番組概要
パーソナリティ2人が、ラジオを通じてリスナーと触れ合うことで成長していこうとする人間観察バラエティ番組。
2013年10月12日の最初の配信タイトルは『高橋花林と大和田仁美の時期的には秋ですが、もうすぐ冬になります、2ヶ月3ヶ月。』であった。

## 配信時間
超!A&G+
- 2013年10月12日 - 2014年6月28日
  - 毎週土曜 19:30 - 20:00

## パーソナリティ
- 高橋花林
- 大和田仁美[2]

## コーナー
トークスキル向上委員会
スタッフが用意したトークテーマを、パーソナリティ2人が話の幅を広げてトークしていく。
ベタゼリフクラブ
リスナーから募集したベタなセリフを、パーソナリティ2人が感情を込めて読み上げていく。